# (586) Thekla
(586) Thekla ist ein Asteroid des Hauptgürtels, der am 21. Februar 1906 von Max Wolf entdeckt wurde.
Die Herkunft des Namens ist unklar, leitet sich aber möglicherweise von einer Heiligen des Namens Thekla ab.